# Verzweigungskabel

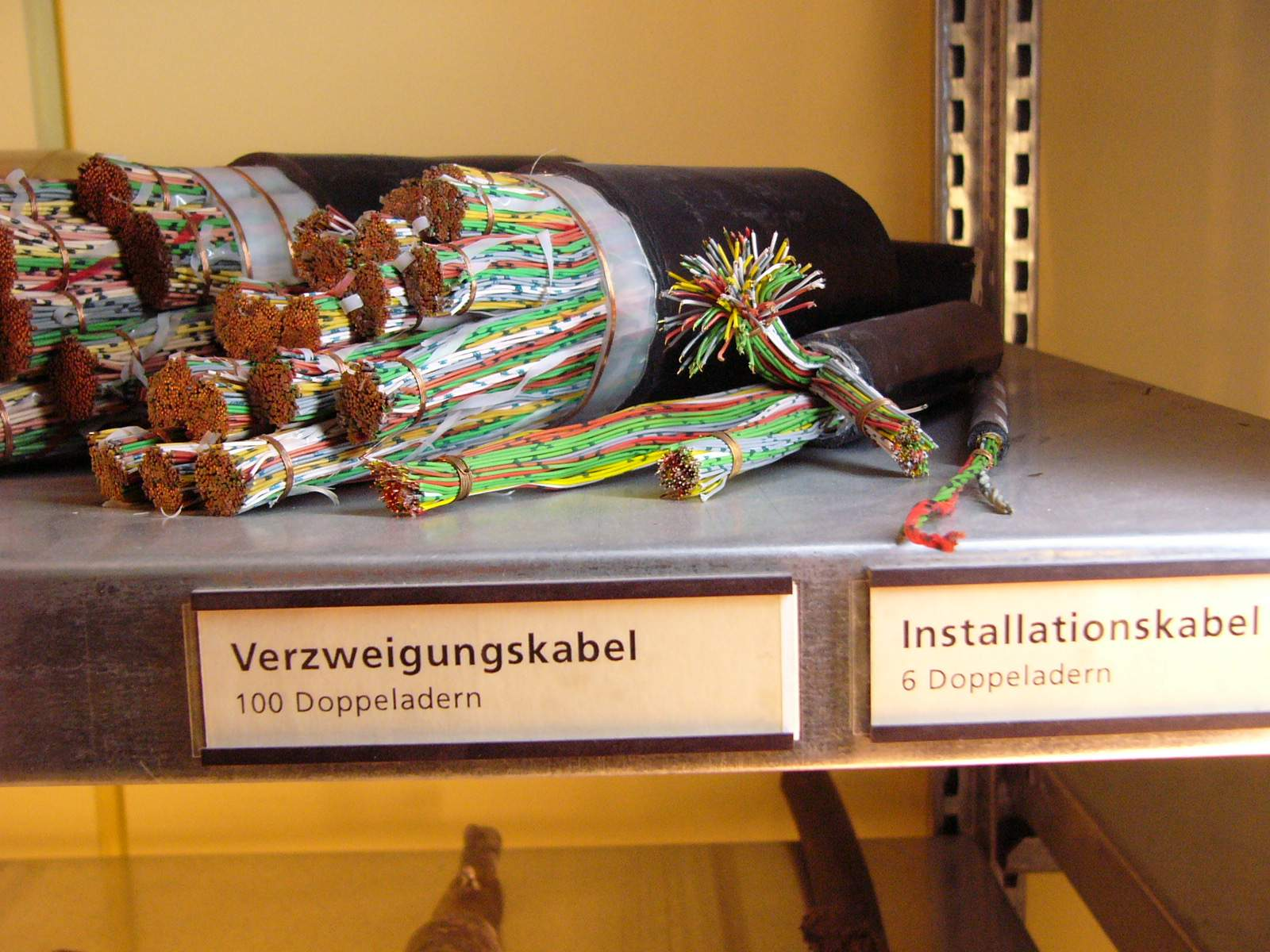
Hauptkabel, Verzweigungskabel und Installationskabel mit 2000, 100 und 6 Doppeladern

Ein Verzweigungskabel (Vzk, auch Verzweigerkabel genannt) ist ein Telefonkabel, Koaxialkabel oder Glasfaserkabel das zwischen dem letzten Schaltpunkt, z. B. Kabelverzweiger, und dem Abschlusspunkt Linientechnik verlegt ist. Es gehört zur Netzebene 3.

## Verzweigungskabel im Telefonnetz (DSL)

Struktur des Teilnehmeranschlussnetzes

Verzweigungskabel sind ein Teil der Teilnehmeranschlussleitung. Sie sind gewöhnlich erdverlegt (81 %), können aber auch als Röhrenkabel verlegt, in Kabelkanalanlagen eingezogen (7 %) oder insbesondere in ländlichen Gegenden als Luftkabel an Telefonmasten entlang oberirdisch verlegt sein. Die aufsummierte Länge aller in Deutschland verlegten Verzweigungskabel beträgt etwa 720.000 km. Sie stellen bei weitem den größten Teil des Telefonnetzes dar. 90 % aller Verzweigungsleitungen haben eine Länge von weniger als 500 m. Diese geringe Länge ist ein wesentliches technisches Merkmal, das den nahezu flächendeckenden Einsatz von FTTC VDSL in Deutschland ermöglichte.

### Technische Beschaffenheit
Die Verzweigungskabel im Telefonnetz bestehen zum größten Teil aus verdrillten 2-paarigen Kupferadern, auch „Doppeladern“ genannt.
Wegen der immer größeren geforderten Datenübertragungsraten bietet die Glasfasertechnik mit ihren großen Bandbreiten, trotz hoher Installationskosten, langfristig das höchste Zukunftspotential. Deshalb verlegen Festnetzanbieter zunehmend Glasfaserkabel bis zu den Kabelverzweigerstandorten und auch ganz zum Kunden.

#### Sonderbauweise OPAL-Glasfaserleitungen
In einigen Gebieten, besonders im Osten Deutschlands, z. B. Berlin und Hamburg, gibt es Stellen, an denen erste Glasfaserkabel bis zu den einzelnen Haushalten/Grundstücksgrenzen verlegt wurden (OPAL). Die OPAL-Leitungen seien laut der Deutschen Telekom jedoch nicht für spätere hoch bitratige Glasfaseranbindungen geeignet. Es besteht bei älteren Glasfaserkabeln die Gefahr der Erblindung.
Um 2018 herum wurde von der Deutschen Telekom das OPAL-Verzweigungskabelnetz mit Kupferkabeln für VDSL überbaut.
Ein Überbau mit FTTH hätte zu diesem Zeitpunkt mehr Sinn ergeben, jedoch war die Deutsche Telekom zu diesem Zeitpunkt aus wirtschaftlichen Gründen hierzu nicht bereit.
Der Ausbau von FTTC bot den Vorteil, dass die am Ende befindlichen Teilnehmeranschlussleitungen und Telefon-Hausnetze weiter verwendet werden konnten; es müsste somit noch kein neuer Hausanschluss gelegt werden.
Ebenso konnten die Umsetzer von Glasfaser auf Kupfer, die sich teilweise an der Grundstücksgrenze im Vorgarten befunden haben, ausgebaut und das Kupferkabel durchverbunden werden.

## Verzweigungskabel im Kabelfernsehnetz
Während es sich bei Verzweigungskabeln des Telefonnetzes um Kabel mit Kupferdoppeladern handelt, teilweise auch um Glasfaserkabel, sind es im Kabelfernsehnetz Koaxialkabel in 75-Ohm-Technik. Sie enden wie die Telefonverzweigungskabel entsprechend am Hausübergabepunkt, der den Netzabschluss der BK-Linientechnik und den Übergang zur privaten Hausverteilanlage (Netzebene 4) darstellt.

## Verzweigungskabel im Glasfasernetz
In Glasfasernetzen kann es verschiedene Bauformen für Verzweigungskabel geben. Sehr üblich sind Glasfaser-Mini- bzw. Glasfaser-Mikrokabel.
Glasfaser-Minikabel haben einen Außendurchmesser von 6,6 mm und sind nur für das Einblasen in Speedpipes der Innendurchmesser 12 oder 10 mm geeignet.
Glasfaser-Mikrokabel haben 2 Außendurchmesser (2,5 mm Außendurchmesser für 7 mm Durchmesser Mikrorohre; 3,8 mm Außendurchmesser für 10 mm Mikrorohre).
Sie finden immer mehr Einsatz in der Verzweigerkabelebene.
Weitere Kabeltypen stellen das Standardkabel, Single Fiber Unit und „Luftkabel“ dar.
Das Standardkabel ist direkt erdverlegbar oder kann ohne Speedpipes in vorhandene Rohranlagen eingezogen werden.
Das Luftkabel ist eine Abwandlung dieser anderen Kabeltypen, welches durch eine zusätzliche Zugentlastung verstärkt wurde, um an Telefon-/Strommasten gehangen werden zu können.
In Deutschland ist die Glasfaserverlegung in oberirdischer Bauweise nur an diesen beiden Masttypen anzutreffen und vor allem dort, wo im damaligen Telefon-/Stromnetz aus Kostengründen eine Bauweise in oberirdischer Form gewählt wurde.
Das Verzweigungskabel im Glasfasernetz verbindet in der Regel den Netzverteiler (früher Kabelverzweiger genannt) mit dem AP(L) (Abschlusspunkt (Linientechnik)) bzw. HÜP (Hausübergabepunkt), dem Endpunkt der Kundengebäude. Je nach Bauweise des Netzbetreibers kann statt des Netzverteilers auch eine Glasfasermuffe im Kabelschacht zum Einsatz kommen. Es ist ein Aggregationspunkt, wo die verschiedenen Kabel zu den Endkunden auf ein größeres gemeinsames Kabel bis zum Hauptverteiler gebündelt werden. Hier können Schaltungen vorgenommen werden bzw. Speedpipesysteme zusammengefasst und Koppler (Splitter) eingebaut werden.
Auf dem Verzweigungskabel ist keine aktive Technik eingebaut. Bei GPON-Netzen sind dort optische Splitter vorhanden, wo eine Faser auf 8/16/32/64 Fasern gesplittet wird.
Diese Koppler sind der Anfang oder Ende der Verzweigungskabelstrecke; teilweise auch an beiden Seiten (z. B. Kopplung 1 zu 64 im PoP der Deutschen Glasfaser).
Sehr gebräuchlich ist jedoch die 1zu32-Kopplung im Netzverteiler. Die Verzweigungskabelstrecke fängt stets ab dem Koppler bzw. dem Netzverteiler oder der Verteilungsmuffe an.
Um Fasern zu sparen, wird auch eine 1zu8-Kopplung am NVT und eine weitere 1zu4-Kopplung beim Abschlusspunkt vorgenommen, oder die Koppler direkt beim Endkunden aufgebaut.
Ein Wechsel auf Punkt-zu-Punkt Glasfaserverbindungen ist bei Gebäuden mit geringen Anschlusszahlen ohne weiteres möglich.
Für Gebäude mit höheren Anschlusszahlen könnte das Speedpipe-Kabel ausgezogen und ein höher-fasriges eingeblasen werden.
Die GPON Technik ist vor allem für die massenhafte Versorgung von Teilnehmern geeignet und kann schon jetzt Bandbreiten von 50 GBit/s symmetrisch pro Koppler-Port bereitstellen.
Um eine gute Wirtschaftlichkeit zu ermöglichen, ist die Mischung aus GPON und AON im gleichen Netz, je nach Kundenbedarf, eine Lösung.